# Richway
Richway was de discountwarenhuisdivisie van Rich's, gevestigd in Atlanta. Het was oorspronkelijk onderdeel van Rich's en werd later gekocht door Federated Department Stores toen zij de Rich's-keten kochten. Oorspronkelijk stond het bekend als Richway, a Rich's Company met een blauwer logo dan het oranje en zwarte thema dat later onder Federated-eigendom werd toegepast. Het logo van de zonsopgang betekent 'Alles onder de zon', de slogan die in advertenties uit die tijd werd gebruikt. De officiële naam van de keten werd later Richway Department Stores. Een lange slogan in reclames was: "We don't look like a discount store, but our price tags give us away."

## Geschiedenis

### Begin
Als onderdeel van Rich's vijfjarenplan van $ 40 miljoen dat eerder dat jaar werd aangekondigd, werd op 28 mei 1969 de oprichting aangekondigd van een nieuwe discountwarenhuisdivisie met de naam ARCO (een afkorting van "Arich 's Company"). ARCO zou in januari 1970 drie winkels openen in de metrpoolregio Atlanta: twee in Atlanta en één in Marietta. Op 30 juli 1969 werd aangekondigd dat de ARCO-divisie werd omgedoopt tot Richway. Dit om geen inbreuk te maken op het ARCO- handelsmerk van Atlantic Richfield Company, dat slechts drie jaar eerder was geregistreerd.
De eerste winkels van Richway werden op 4 maart 1970 geopend in de metropoolregio Atlanta, gevolgd door vestigingen in de voorsteden van Smyrna, Sandy Springs, Tucker en College Park. Kort daarna werd er een vestiging in Forest Park geopend. Deze oorspronkelijke locaties stonden bekend om hun karakteristieke, wigvormige dakramen die nog steeds te vinden zijn. In de meeste latere gebruiksdoeleinden van gebouwen werden deze echter afgedekt en verborgen door verlaagde plafonds. Richway-winkels waren voor hun tijd ongewoon groot en vooruitstrevend. Ze hadden een grotere keuze aan producten dan de meeste discountwinkels, maar ze hadden wel een vergelijkbaar, duurder assortiment als Target.

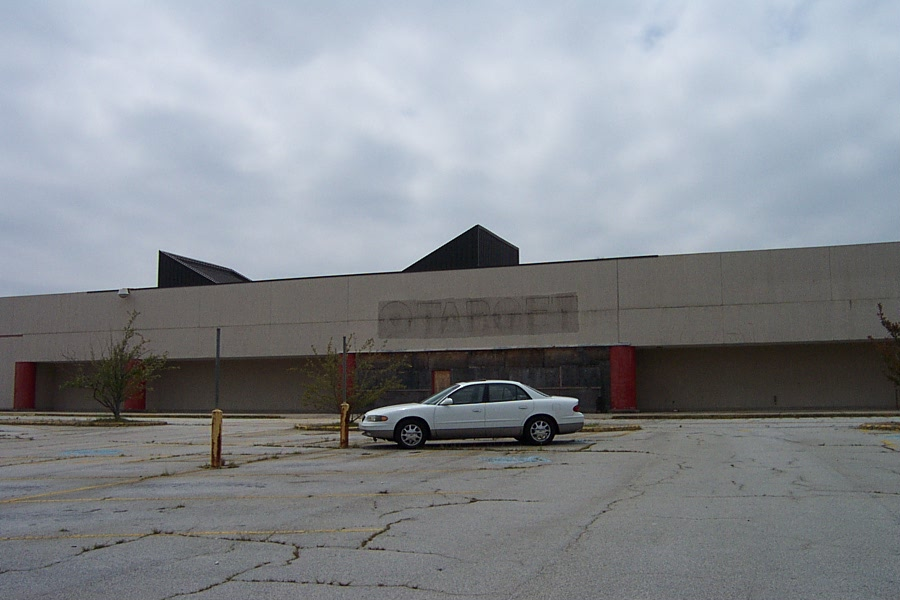
De voormalige Richway in College Park, Georgia. In 1989 werd deze omgebouwd tot Target.

### Jaren 1970 en 1980
Gedurende de jaren 1970 en 1980 breidde de keten zich uit over het zuidoosten van de VS, met vestigingen in Georgia, North Carolina (Charlotte/Gastonia), South Carolina (drie vestigingen in Columbia), Florida (waar het werd toegevoegd als een discountdivisie van Burdines) en twee vestigingen in Tennessee (Chattanooga). De drie locaties in Columbia waren onderdeel van drie winkelcentra die op dezelfde dag in 1977 werden geopend: Decker Mall, Woodhill Mall en Bush River Mall. Richway was ook de trekker van het inmiddels herontwikkelde Roswell Mall in Roswell, ten noorden van Atlanta. Dat winkelcentrum werd in 1974 geopend, nog een winkel met de retro dakramen (die inmiddels zijn verwijderd). 
Het kenmerkende zonsopganglogo in zijn definitieve en welbekende vorm werd ontworpen door Robert Graham Sanderson, een art director voor de keten in Atlanta. De heer Sanderson gaf ook opdracht tot het schilderen van de beroemde omslag van de Richway-catalogus "Black Santa". De Kerstman die op de cover van het schilderij werd afgebeeld, was zo donkerbruin dat sommige plaatselijke bewoners klaagden dat de Kerstman er zwart uitzag. Zij beweerden dat het algemeen bekend is dat de Kerstman blank is en van Duitse afkomst is.

### Gold Circle en Target
In 1986 fuseerde Federated Department Stores Richway met hun discount divisie, Gold Circle, maar behield de naam Richway in sommige markten. Federated had toen financiële problemen en verkocht alle winkels van Richway en Gold Circle aan Kimco, die op zijn beurt 31 van die winkels in 1988 verkocht aan Dayton-Hudson Corporation (nu Target Corporation). De winkels werden gesloten, gerenoveerd en heropend in mei 1989 als Target winkels; ze bleven als zodanig werken totdat Target in het midden van de jaren 1990 begon de oudere winkels te vervangen. 
De film Career Opportunities uit 1991 werd opgenomen bij een voormalig Richway-filiaal, dat was omgebouwd tot Target-winkel op Covington Highway 4000 in Decatur, Georgia. Die winkel sloot in 1999 en verhuisde vijf afslagen naar het noorden op de I-285, naar La Vista Road. Op deze voormalige locatie staat nu een kerk.

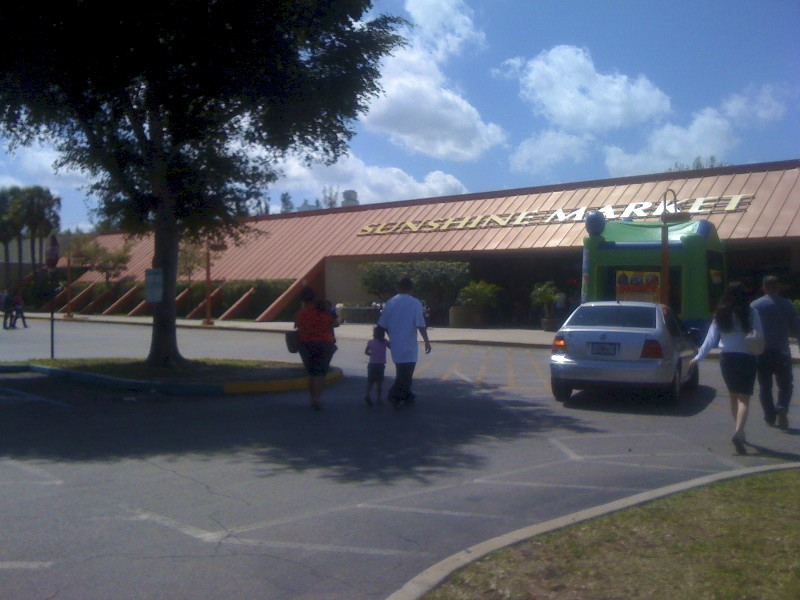
Sunshine Market is gevestigd in een voormalige Richway in West Palm Beach, Florida.

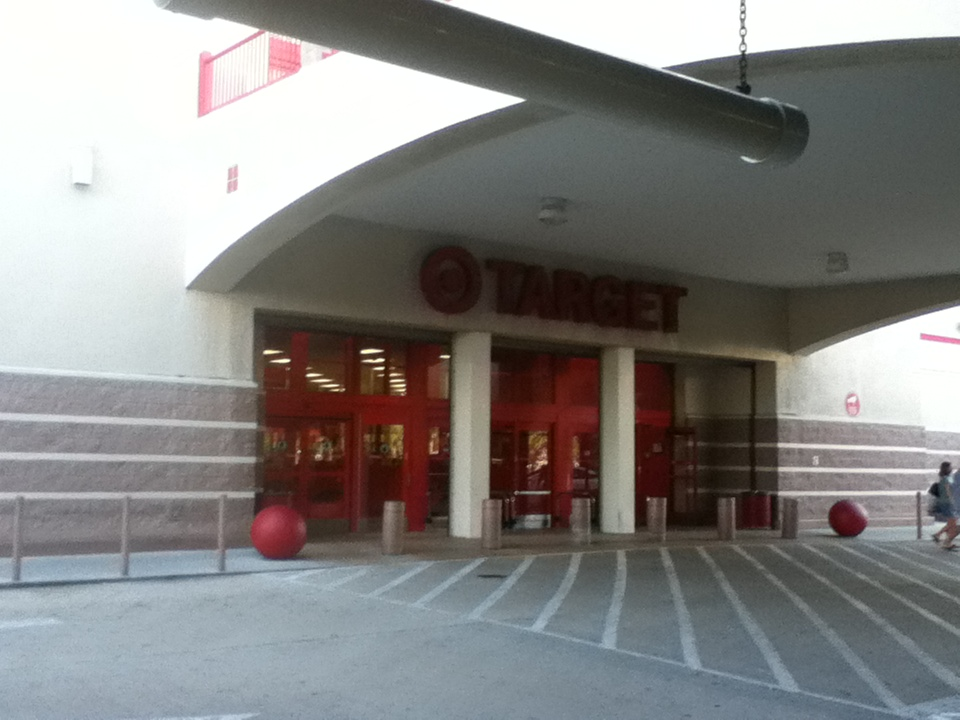
Target in Deerfield Beach, Florida. Dit was ook een Richway die begin jaren 2000 werd herbouwd.

De film Road Trip uit 2000 gebruikte de voorkant van de locatie op North Druid Hills Road 2400 in Atlanta, Georgia voordat deze in 2002 werd herbouwd.

### Jaren 2000
Tegenwoordig staan de meeste voormalige Richway-winkels er verlaten bij of hebben ze een andere functie gekregen. In Georgia werden drie voormalige Richway-vestigingen in Jonesboro, Riverdale en Roswell Value City- vestigingen nadat Target vertrok naar nieuwe winkelpanden. Sinds begin 2008 zijn alle vestigingen, behalve Jonesboro (en een niet-Richway/Target-vestiging in Doraville), weer gesloten. De Richway in Forest Park is nu de Scott Antique Market, met nog steeds de open, wigvormige dakramen en veel van het originele prototype. Tegenwoordig is Richway in het noorden van Marietta het kantoor van Wellstar (eigenaar van het nabijgelegen Kennestone Hospital). De Target-vestiging is sinds 1995, kort nadat de Town Center at Cobb-winkel werd geopend, een paar kilometer naar het noordoosten verhuisd, aan Sandy Plains Road. De Richway in College Park werd in 1989 omgebouwd tot een Target-winkel en sloot begin 1998, nadat een nieuwe winkel in het nabijgelegen Fayetteville werd geopend. Vanaf 2022 is het gebouw gesloopt en staat er een nieuwe herontwikkeling van het pand gepland. De winkel ten noordoosten van Austell sloot in 1999 en verhuisde verder naar het zuidwesten, naar Austell Road. Tot 2022 stond het leeg, maar nu is het een Metro Storage. De voormalige Richway/Target-winkel aan Johnson Ferry Road in Sandy Springs, GA, werd in 2009 gekocht door de nieuw opgerichte stad Sandy Springs. Het hele blok is afgebroken en herontwikkeld als 'City Springs', het stadhuis van Sandy Springs en de bijbehorende ontwikkeling voor gemengd gebruik. De voormalige winkel in Decatur, Georgia op Covington Highway 4000 werd omgebouwd tot een niet-confessionele kerk, Total Grace Christian Center en is nu een Baptistenkerk met verschillende evangelisatie-instellingen, Peace Baptist Church.

Naast de hierboven genoemde vestigingen werden ook twee voormalige Richway-locaties in Palm Beach County, Florida, gekocht en omgebouwd tot Target-winkels. De locatie aan Palm Beach Lakes Boulevard is volledig gesloopt en op dat terrein staat nu een Super Target. De locatie in Plantation, Florida werd omgebouwd tot een Target-winkel en in 2005 werd de voorgevel gemoderniseerd om de veranderingen in de marketingaanpak van Target te weerspiegelen. Ook werd de parkeerplaats uitgebreid met een parkeergarage. De Richway-winkel op GA138/20 in Conyers, Georgia werd een Target-winkel en bleef op de voormalige Richway-locatie tot oktober 2006, toen het naar een grotere locatie op GA20 South verhuisde. Het perceel is gesplitst en een deel ervan is nu een LA Fitnesscentrum, waarbij ongeveer 1/3 van het oorspronkelijke perceel nog in gebruik is.
De Richway-winkel in Tamarac, Florida werd in 1989 een Target-winkel, maar verhuisde in 2000. Deze winkel werd gerund als meubelzaak en heette Furniture Power. Sinds 2012 is dit gebouw omgebouwd tot een openbare school.